# Syneches rafaeli
Syneches rafaeli är en tvåvingeart som beskrevs av Ale-rocha och Vieira 2008. Syneches rafaeli ingår i släktet Syneches och familjen puckeldansflugor. Inga underarter finns listade i Catalogue of Life.